# Leucania philippensis
Leucania philippensis är en fjärilsart som beskrevs av Swinhoe 1917. Leucania philippensis ingår i släktet Leucania och familjen nattflyn. Inga underarter finns listade i Catalogue of Life.